# Rupt-devant-Saint-Mihiel
Rupt-devant-Saint-Mihiel è un comune francese di 53 abitanti situato nel dipartimento della Mosa nella regione del Grand Est.

## Storia

### Simboli
Lo stemma è stato adottato dal comune il 25 novembre 2015.
al capo d'azzurro, al lambello di tre pendenti d'argento.»
La trangla ondata è un'arma parlante per il toponimo Rupt che deriva dal latino rivus ("fiume") e rappresenta inoltre 
il torrente Rehaut, affluente della Mosa, che ha la sua sorgente a Rupt.
Il fringuello che manifesta gioia con il suo canto melodioso evoca sant'Ilario patrono della parrocchia.
Il capo d'azzurro e il lambello d’argento ricordano che un tempo Rupt-devant-Saint-Mihiel dipendeva dal prevosto di Pierrefitte (il cui stemma era d'azzurro, seminato di croci ricrociate, dal piede aguzzo, d'oro, a due barbi addossati dello stesso, brisato da un lambello di tre pendenti d'argento).

## Società

### Evoluzione demografica
Abitanti censiti